# برج غدیر
برج غدیر (به عربی: برج الغدیر) یک شهرداری در الجزایر است که در استان برج بوعریریج واقع شده‌است. برج غدیر ۲۳٬۲۸۹ نفر جمعیت دارد.